# ОФГ Ловеч
ОФГ Ловеч е дивизия, в която се състезават отбори от област Ловеч.

## „А“ ОГ Ловеч
„А“ ОГ Ловеч е единствената лига в областта. През сезон 2022/23 в нея играят 5 отбора.

### Отбори 2022/23
- Балкан (Орешак)
- Ботев (Луковит)
- Изгрев (Ябланица)
- Озрен (Голям извор)
- Чавдар (Троян)